# Skägglavmätare
Skägglavmätare (Alcis jubata) är en fjärilsart som beskrevs av Carl Peter Thunberg 1788. Skägglavmätare ingår i släktet Alcis och familjen mätare. Enligt den svenska rödlistan är arten nära hotad i Sverige. Arten förekommer på Gotland, Götaland, Svealand, Nedre Norrland och Övre Norrland. Arten har tidigare förekommit på Öland men är numera lokalt utdöd. Artens livsmiljö är skogslandskap. Inga underarter finns listade i Catalogue of Life.

## Bildgalleri

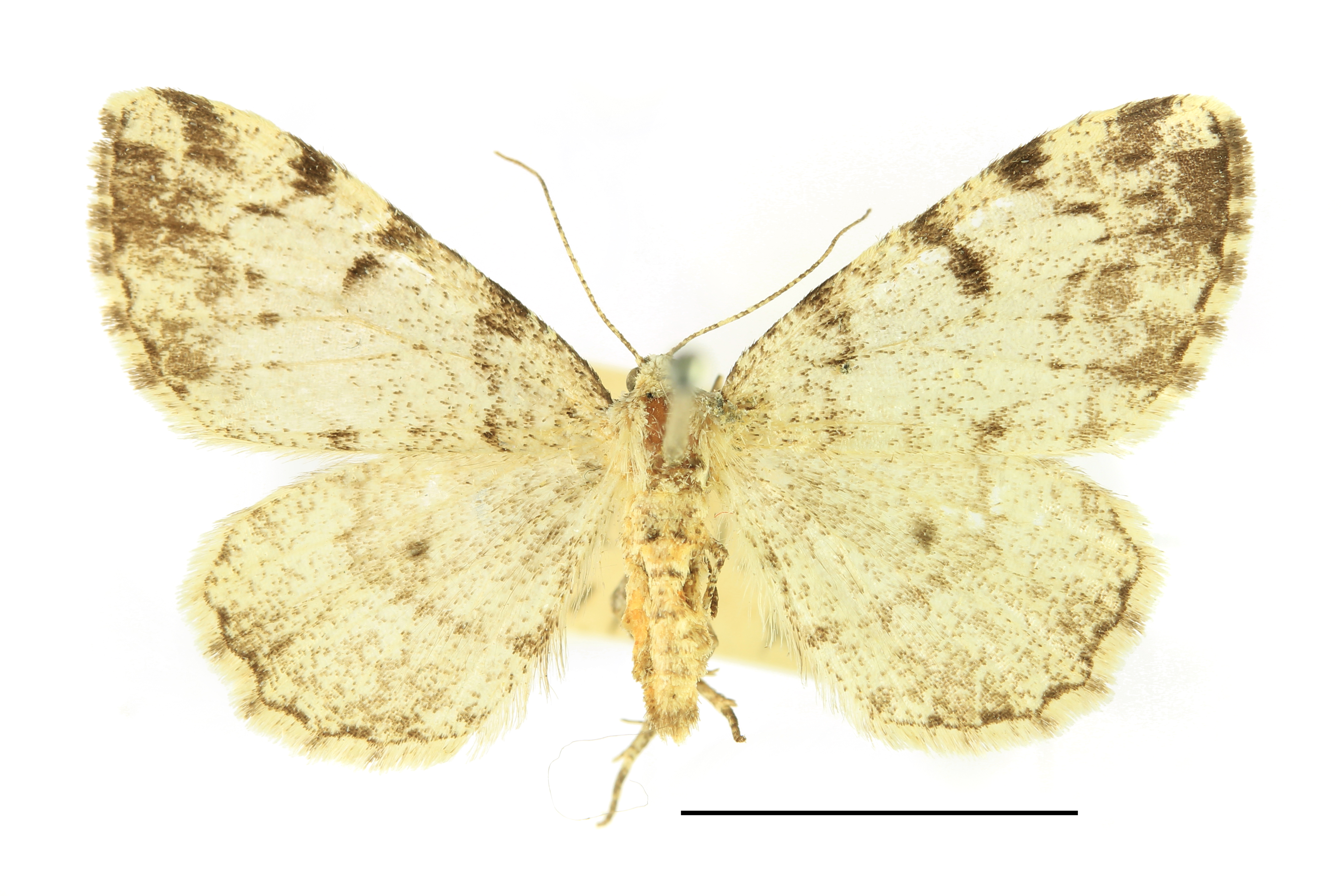
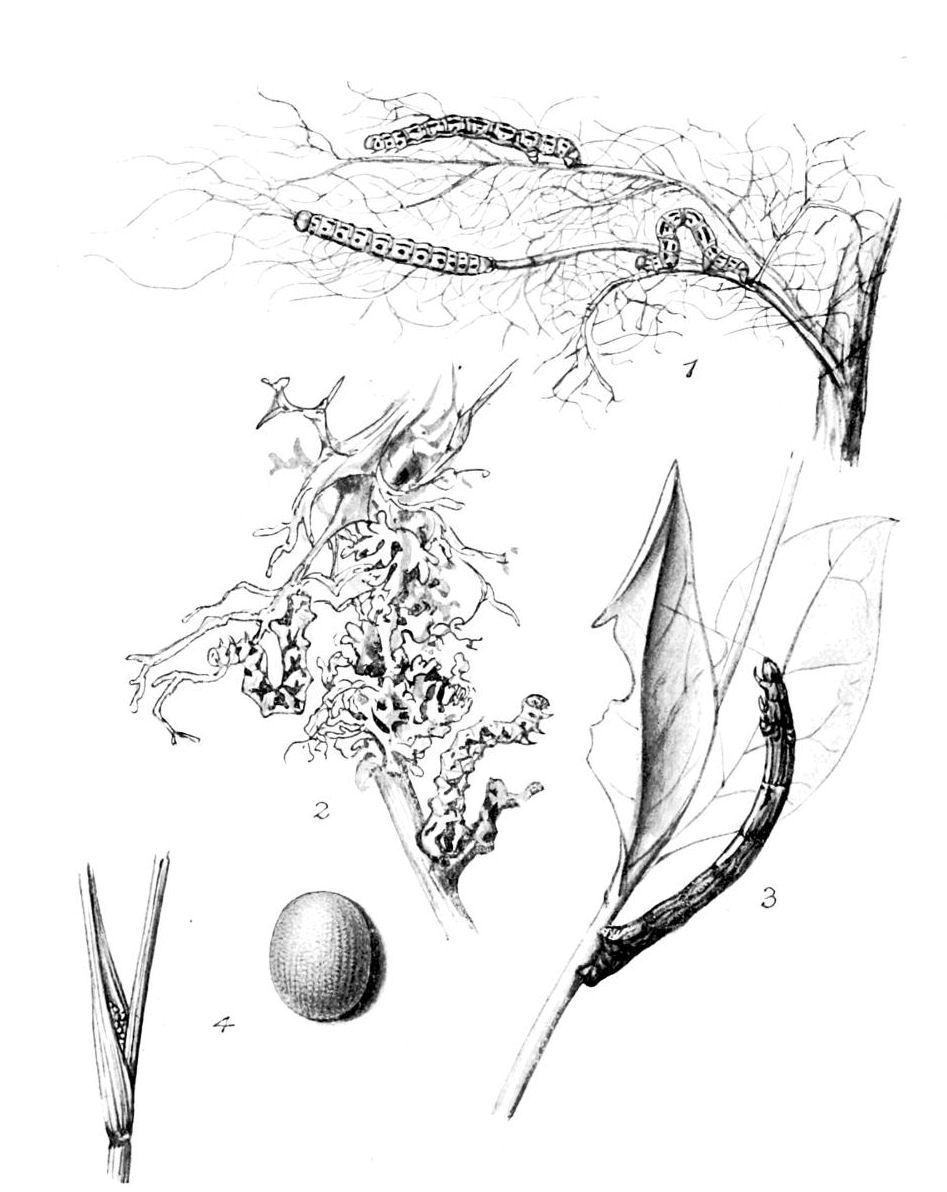
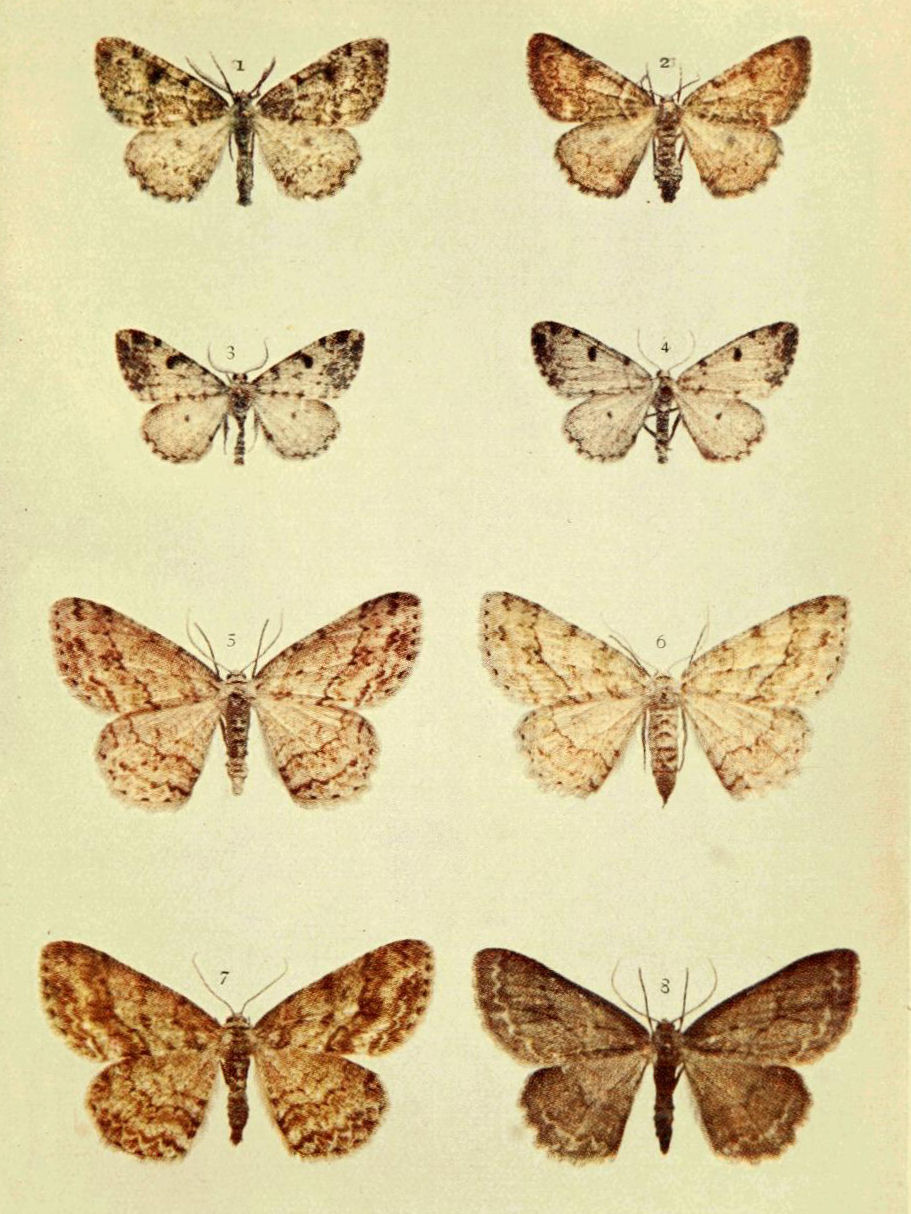